# Kuniya Daini
Kuniya Daini (jap. 大仁 邦彌, Daini Kuniya; * 12. Oktober 1944 in der Präfektur Hyōgo) ist ein ehemaliger japanischer Fußballspieler und jetziger -funktionär.

## Karriere
1972 debütierte Daini für die japanische Fußballnationalmannschaft. Daini bestritt 44 Länderspiele. Seit 2012 ist der Präsident der Japan Football Association.

## Errungene Titel
- Japan Soccer League: 1973, 1978
- Kaiserpokal: 1971, 1973, 1978

## Persönliche Auszeichnungen
- Japan Soccer League Best Eleven: 1973